# Mariano Acosta (premetro de Buenos Aires)
Mariano Acosta (también denominada Barrio Ramón Carrillo) es una estación tranviaria del premetro que forma parte de la red de subterráneos de Buenos Aires. Pertenece al ramal que une la estación Intendente Saguier, con las estaciones Centro Cívico y General Savio.

## Inauguración
Se inauguró el 27 de agosto de 1987, junto con las otras estaciones del Premetro.

## Ubicación
Se ubica en la intersección de las avenidas Mariano Acosta y Castañares, en inmediaciones del Estadio Nueva España y del Taller Mariano Acosta, en donde se reparan los coches de esta la línea y del subte.